# Tour Telstra

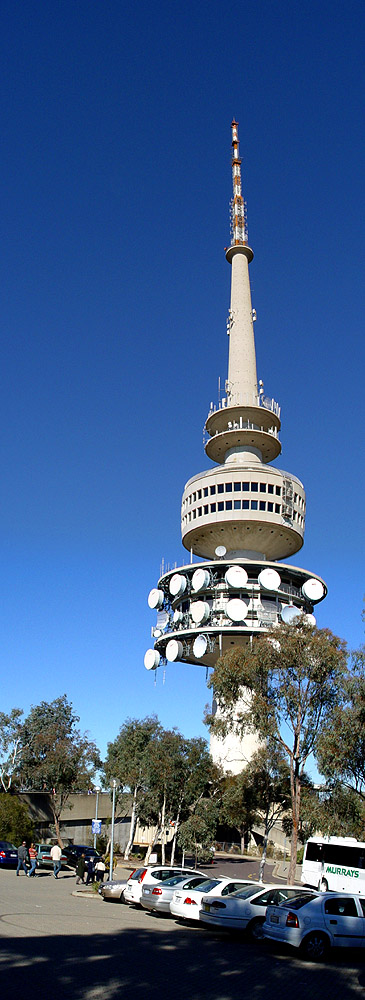
La tour Telstra.

La Tour Telstra (également connue sous le nom de tour de la montagne Noire) est une tour de télécommunication située près du sommet de la « montagne Noire », à Canberra, la capitale fédérale australienne. Dépassant de 195 mètres le sommet de la montagne, c’est un monument de Canberra ainsi qu’un point de vue panoramique sur la ville et ses environs à partir d’une plate-forme d’observation ou du restaurant tournant de la Tour.

## Histoire
La tour Telstra a été inaugurée comme tour de télécommunications, le 15 mai 1980 par le premier ministre d’alors. Avant sa construction certaines personnes estimaient que la Tour écraserait les autres monuments de Canberra du fait de son emplacement au sommet de la montagne Noire et à l’intérieur d’une réserve naturelle. Ainsi, au cours des premières étapes des procédures d’approbation, il y a eu un sentiment d’indignation et de protestations contre le projet dans le public. Ces protestations étaient surtout basées sur des motifs esthétiques et écologiques et à plusieurs auditions, y compris à la Haute Cour, des propositions différentes ont été discutées. 
En avril 1970, a débuté la planification de la conception de la Tour lorsque les Télécoms ont demandé au Ministère de la Construction de pouvoir mener à bien une étude de faisabilité pour la construction d’une tour sur la "montagne Noire" qui servirait à la fois pour les télécommunications et l’accueil de visiteurs. Bien que la construction de l’édifice lui-même soit de la responsabilité du service des ouvrages en béton, la Commission Nationale pour le Développement de la Capitale (NCDC en anglais abrégé) est le seul responsable pour le contrôle du développement de Canberra, et, par conséquent, chaque nouvelle structure spécifique requiert son approbation. Le NCDC a une longue autorité sur le développement des villes, et donc leur construction de la Tour a été reflété à être dans la beauté de la ville. 
Après le jugement de la Haute Cour en 1973 dans l’affaire Kent contre Johnson en faveur de la construction de la Tour, un accord fut trouvé entre les Télécoms et NCDC sur la conception de la Tour. L’impressionnant bâtiment en acier inoxydable a été conçu par William H. Wilson, de Sydney en 1972 et la Tour Telstra a été récompensée avant même sa construction pour ses qualités esthétiques et techniques. 
Avant la construction de la tour, la société CTC7 (devenue Southern Cross Ten actuellement) avait ses studios situés en haut de la montagne Noire. Il existait également au sommet de la montagne deux antennes métalliques haubanées, une pour CTC7, l’autre pour la station locale de ABC, ABC3. Elles ont été démolies en 1980, juste après l’ouverture de la tour.

## Fonctions
La tour Telstra permet à Canberra d’avoir des moyens de communication aisés mais elle abrite aussi des galeries panoramiques intérieures et extérieures, un musée de télécommunications, le Making connections qui retrace l’histoire des télécommunications australiennes depuis leur début jusqu’au XXIe siècle ainsi qu’une projection sur la conception et la construction de la tour, un café, une boutique de cadeaux ainsi qu’un restaurant tournant qui fait un tour complet en 81 minutes permettant aux consommateurs de voir toute la région pendant leur repas. Il y a trois étages de services, de commerces et de locaux techniques de communication situés entre 30,5 m et 42,7 m en même temps que des antennes paraboliques et des relais pour les communications mobiles. 
La tour Telstra est devenue l’un des monuments les plus symboliques de Canberra et une attraction touristique importante avec plus de six millions de visiteurs. En 1989, la Fédération des grandes tours du monde qui comprend des tours comme le Tour de Blackpool en Angleterre et l’Empire State Building à New York lui a proposé de les rejoindre mais cela ne s’est pas fait. 